# Pulvermühle (Luxemburg)

Pulvermühle in Luxemburg-Stadt

Pulvermühle (luxemburgisch Polvermillenⓘ; französisch Pulvermuhl) ist ein Stadtteil im Zentrum von Luxemburg-Stadt. Ende 2018 lebten 391 Personen im Quartier. Die Fläche des Stadtteils beträgt 25 Hektar. Der Stadtteil liegt im Tal der Alzette in der Unterstadt.

## Geschichte
Pulvermühle gehörte einst zur Gemeinde Sandweiler. Ab 1873 war sie ein Teil der Gemeinde Hamm. 1920 wurde Pulvermühle in die Stadt Luxemburg eingemeindet.